# Gyrano Kerk
Gyrano Kerk (Ámsterdam, Países Bajos, 2 de diciembre de 1995) es un futbolista de Surinam que juega en la posición de delantero con el Royal Antwerp F. C. de la Primera División de Bélgica desde 2024.

## Selección nacional
Nació en Países Bajos pero decidió representar a Surinam por su descendencia. Fue convocado para los partidos de junio de 2024 por la clasificación de Concacaf para la Copa Mundial de Fútbol de 2026. Hizo su debut con Surinam el 5 de junio de 2024 en la victoria por 4-1 sobre San Vicente y las Granadinas en el Dr. Ir. Franklin Essed Stadion de Paramaribo donde entró de titular y jugó 63 minutos.
Kerk jugó en tres partidos de la Liga de Naciones de la Concacaf en 2024 ante Guadalupe, Costa Rica y Guyana. Su primer gol internacional lo anotó en 21 de mayo de 2025 en la victoria por 1-0 sobre Martinica en Paramaribo por la clasificación para la Copa de Oro de la Concacaf 2025.

## Clubes
| Club                           | País         | Año       |
| ------------------------------ | ------------ | --------- |
| F. C. Utrecht                  | Países Bajos | 2014-2021 |
| → Helmond Sport (cedido)       | Países Bajos | 2015-2016 |
| F. C. Lokomotiv Moscú          | Rusia        | 2021-2024 |
| → Royal Antwerp F. C. (cedido) | Bélgica      | 203-2024  |
| Royal Antwerp F. C.            | Bélgica      | 2024-Act. |

## Palmarés

### Títulos nacionales
| Título               | Club                | País    | Año     |
| -------------------- | ------------------- | ------- | ------- |
| Copa de Bélgica      | Royal Antwerp F. C. | Bélgica | 2022-23 |
| Pro League           | Royal Antwerp F. C. | Bélgica | 2022-23 |
| Supercopa de Bélgica | Royal Antwerp F. C. | Bélgica | 2023    |